# Aeropuerto Internacional de Maiquetía Simón Bolívar
El Aeropuerto Internacional de Maiquetía Simón Bolívar (IATA: CCS, OACI: SVMI/IAIM) es el aeropuerto principal que sirve al Área metropolitana de Caracas y al estado La Guaira, siendo considerado el aeropuerto más importante de Venezuela por su tráfico aéreo y de pasajeros. Es administrado por el Instituto Aeropuerto Internacional de Maiquetía (IAIM) desde su creación en 1971 y por el Instituto Nacional de Aeronautica Civil (INAC)
El aeropuerto se encuentra ubicado en el sector de Maiquetía en el municipio Vargas, estado La Guaira, en la periferia de Caracas. Las terminales de carga e internacional se encuentran en remodelación y ampliación. Sus instalaciones (terminales y edificios administrativos) ocupan 882 hectáreas y está ubicado a unos 40 minutos de Caracas, tomando como referencia la Plaza Venezuela. 
Durante la década los años 70, 80 y 90, el aeropuerto fue la principal puerta de entrada de Suramérica y un importante centro de conexión de Europa con el resto de América Latina. A partir del año 2000, con la caída progresiva del tráfico aéreo del Aeropuerto de Maiquetía, el Aeropuerto Internacional El Dorado (Bogotá) y el Aeropuerto Internacional de Tocumen (Ciudad de Panamá) se convirtieron en los centros de conexiones más importante del norte de Suramérica y el Caribe.
Fue uno de los pocos aeropuertos en el mundo que recibió al avión supersónico Concorde hasta mediados de los años 1990, que eran operados por las dos aerolíneas que lo poseían en su flota: Air France y British Airways, en vuelos de frecuencia regular. Además, el aeropuerto fue la sede de operaciones para la aerolínea venezolana Viasa que conectó a Caracas con más de 45 destinos internacionales.

## Historia

### 1945-1969
El Aeropuerto Internacional de Maiquetía Simón Bolívar fue inaugurado el 1 de enero de 1945 por Isaías Medina Angarita, Presidente de Venezuela de 1941 a 1945. La obra se inició bajo el gobierno del General Eleazar López Contreras en 20 hectáreas de terreno arrendadas que hasta entonces se usaban como pista de aterrizaje, en el sector conocido como Mare de una hacienda del litoral. Este terreno había sido recomendado por el aviador Charles Lindbergh durante su visita a Venezuela en 1928 a petición de la aerolínea norteamericana Pan Am. El diseñador de la terminal de pasajeros fue el arquitecto Luis Malaussena, quien también diseñó el Paseo Los Próceres y los edificios de la academia Militar del Ejército Bolivariano.
Al principio, este aeródromo no era más que un terreno aplanado para permitir el aterrizaje de aeronaves y se le conocía como "Campo de Aviación de La Guaira". El 22 de agosto de 1942 el gobierno de Venezuela autorizó a Pan Am para financiar y dirigir la construcción de los aeropuertos de Maiquetía, Maracaibo (Grano de Oro) y Maturín. El gobierno de Estados Unidos subsidió la construcción como parte del proyecto ADP (Airport Development Program), cuyo objetivo era asegurar bases en el mar Caribe en el marco de la Segunda Guerra Mundial, además de eliminar la competencia europea en el negocio aeronáutico de Latinoamérica. Este plan denominado Pan American Airports Corporation. incluyó aeropuertos en Brasil, Colombia, Cuba, Haití, Panamá, Puerto Rico y República Dominicana. Las instalaciones del aeropuerto fueron administradas por Pan American hasta el 1 de agosto de 1946, fecha en que pasaron a ser propiedad del Estado venezolano.
Entre 1952 y 1962 se añaden dos alas adicionales a la terminal de pasajeros y se aumenta el tamaño de la pista a 2000 m. También se instalan circuitos de iluminación en pistas y zonas de aproximación para iniciar operaciones nocturnas. En 1956 se construye una pista auxiliar y en 1962 se amplía a 3000 m de longitud por 60 m de ancho.

### 1969-1999

El aeropuerto en la década de los años 70

En 1969, el Ministerio de Obras Públicas dio inicio a la modernización del aeropuerto para adecuarse al crecimiento de la demanda del tráfico aéreo. Para administrar el aeropuerto modernizado, el 4 de agosto de 1971 se creó por Ley Especial el Instituto Autónomo Aeropuerto Internacional de Maiquetía (IAAIM). La ley fue refrendada el 16 de agosto de 1971 por el presidente de la República y el Consejo de Ministros y publicada en la Gaceta Oficial #29585. Entre 1974 y 1977 se construyó el terminal internacional y en 1978 se inauguró el terminal nacional.
Ambos terminales se construyeron de forma modular sobre una planta rectangular en una superficie total de 882 hectáreas. El internacional posee un espacio longitudinal con una mezzanina que se conecta con los estacionamientos a través de cuatro puentes. En el sótano se encuentran las salas de operaciones.
El director de las obras en la construcción de las nuevas terminales fue Antonio Coelho, desde el movimiento de tierras hasta la culminación e inauguración de estos. El diseño de ambos terminales estuvo a cargo de los arquitectos Felipe Montemayor, Luis Sully, Joseba Pontesta, Estanislao Sekunda, Leopoldo Sierralta, Ignacio (Iñaki) Zubizarreta y Joaquín Leniz, quienes ganaron en conjunto el «Premio Nacional de Arquitectura de Venezuela» de 1980. 
El terminal nacional fue adornado con dos vitrales del artista español Ángel Atienza. Entre otras obras de arte, el terminal internacional también tiene un vitral de Héctor Poleo mientras que el piso y la pared del pasillo central están adornados con una obra de brillante colorido del artista cinético Carlos Cruz-Diez denominada Ambientación de Color Aditivo (1974), la cual ocupa un área de 2.608 metros cuadrados y se ha convertido en un emblema del aeropuerto que despierta gran interés en los usuarios del terminal. 
En la modificación que se desarrolló al aeropuerto se añadió un edificio administrativo, un terminal auxiliar destinado a carga y líneas aéreas privadas o vuelos chárter, instalaciones de protocolo, comerciales y de esparcimiento, cuartel de bomberos aeronáuticos, hangares y tres estacionamientos con capacidad para 4.560 vehículos.

### 1999-2000
Luego de la denominada tragedia de Vargas en diciembre de 1999, el aeropuerto sirvió temporalmente como un gigantesco campo de refugio de miles de damnificados afectados por los deslaves del litoral central y como centro de operaciones logísticas de rescate aéreo y naval de cientos de personas atrapadas en sitios inaccesibles por vía terrestre.

### 2000-2009

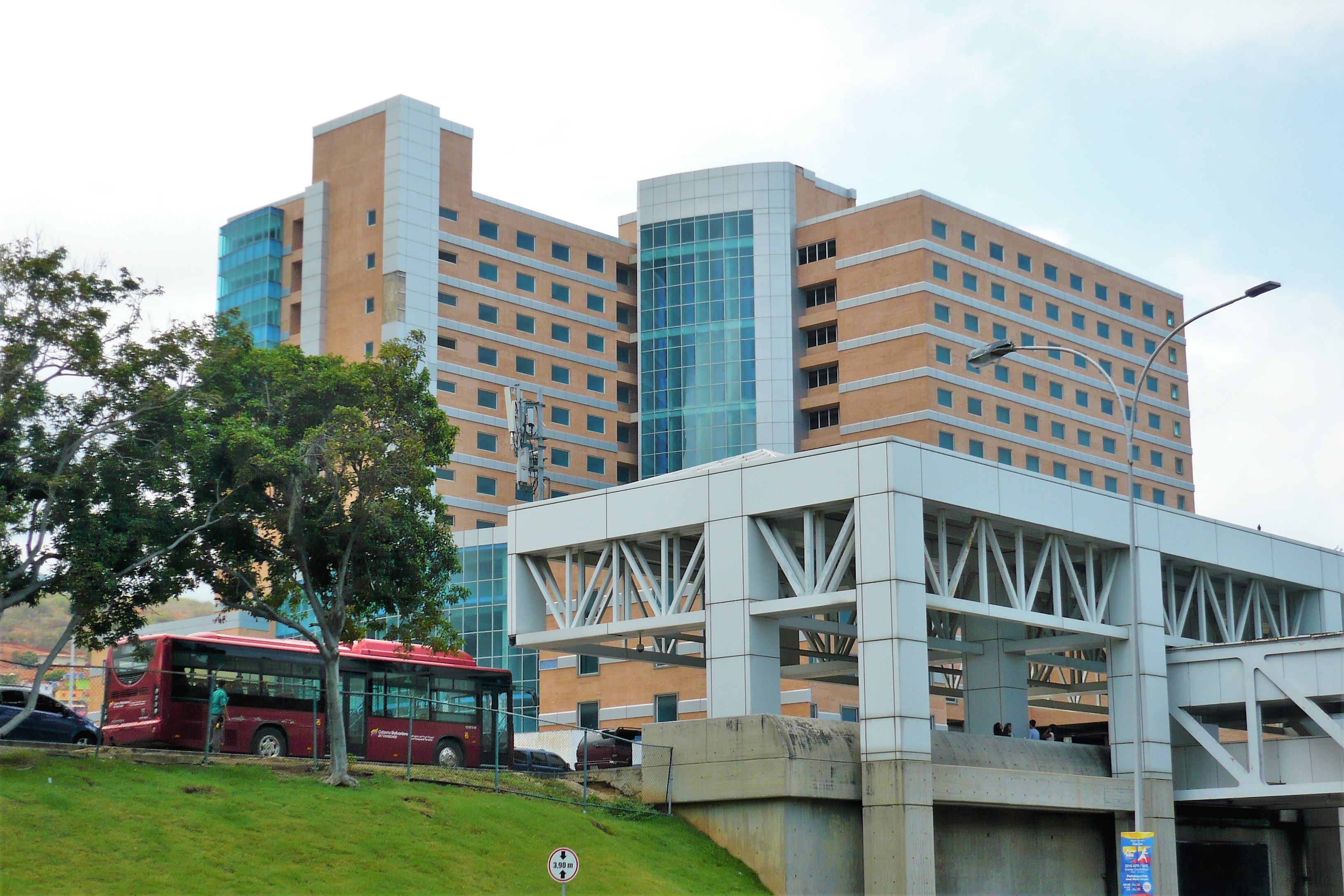
Hotel del Aeropuerto de Maiquetía (actualmente inoperativo)

En 2000, el gobierno da inicio al Proyecto Maiquetía 2000. Este proyecto, organizado en fases, incluía la remodelación del terminal internacional, la ampliación y modernización de los estacionamientos, la construcción de un hotel, la modernización y actualización de los sistemas, radares y equipos tecnológicos de operaciones y seguridad aérea del aeropuerto.
En 2007, se culmina el Proyecto Maiquetía 2000 con la ampliación y actualización del terminal internacional, con áreas de recibimiento y desembarque completamente separadas, nuevas áreas de inmigración y aduana y un pasillo conector entre el Terminal Nacional y el Internacional. Adicionalmente se modernizaron los sistemas operativos y de seguridad aérea, mientras que el hotel no fue culminado y hasta finales de 2022 continuaba sin operar.
En 2015, el INAC presentó a la OACI el proyecto de implantación de sistemas avanzados de vigilancia y automatización.

### 2009-presente

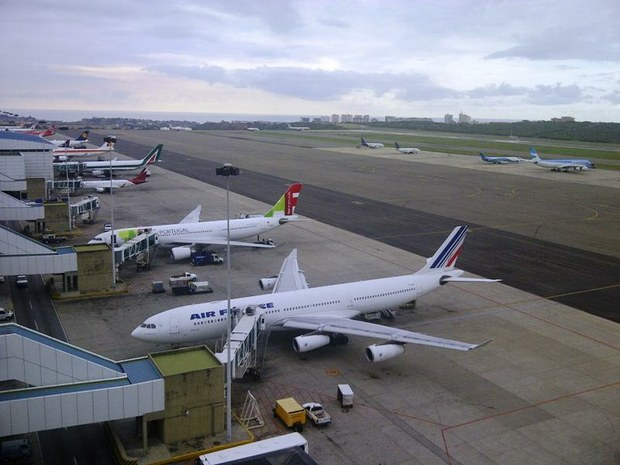
Aeropuerto de Maiquetía en 2011, antes del declive de vuelos y rutas

De ser un país, hace tan solo dos a tres décadas, con conexiones directas a más de cuarenta destinos internacionales en más de veinte países y cuatro continentes, hoy en día solo se cuentan con poco menos de 15 destinos internacionales en doce países y tres continentes, muchos de ellos con pocas frecuencias semanales, o estacionales.
Desde 2014, más de 11 aerolíneas internacionales han cesado operación en Venezuela por la inestabilidad política y difícil situación económica que afronta dicho país, así como otras han decidido disminuir significativamente el número de frecuencias semanales a Caracas. Inclusive, varias aerolíneas han decidido no utilizar, en la mayor medida posible, el espacio aéreo venezolano, pretextando que no se les garantiza la seguridad necesaria al momento de transitar por dicha zona. Las aerolíneas que han cesado operaciones al Aeropuerto Internacional de Maiquetía son: Air Canada, Lufthansa, Alitalia, Gol Linhas Aéreas, Aerolíneas Argentinas, United Airlines, Aeromexico, Tiara Air, LATAM, Air France y Delta desde el 17 de septiembre de 2017 desde y hacia Caracas. La mayoría de las aerolíneas aseguró que el Estado venezolano tiene una millonaria deuda con el sector aeronáutico que podría ser mayor a 3 800 millones de dólares. Por otra parte, American Airlines ha cesado operaciones a Venezuela La aerolínea bandera de Venezuela Conviasa, ha pasado por situaciones económicas complejas, pues debido al grave problema económico que afronta Venezuela y a la devaluación del Bolívar, se ha visto obligada a suspender varias de sus rutas internacionales.

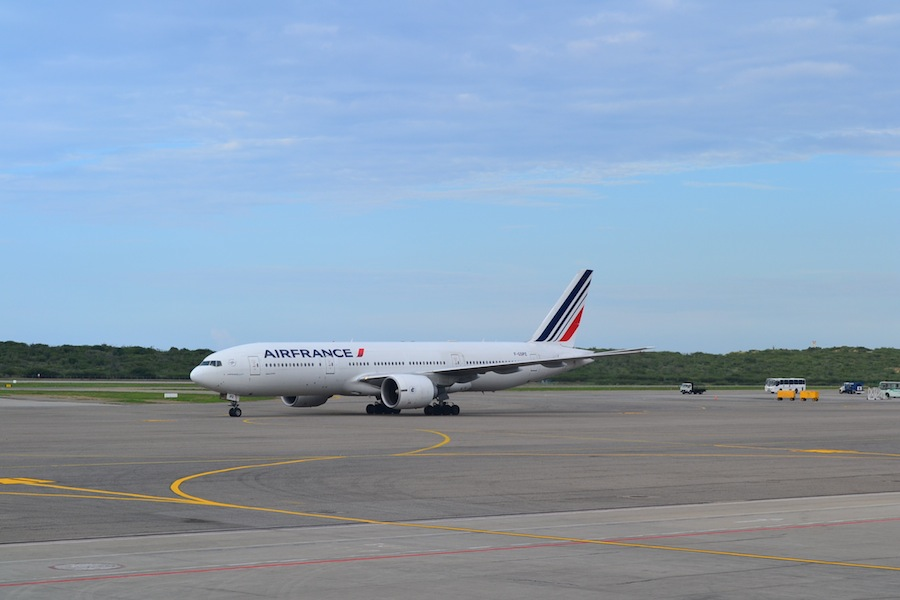
Boeing 777 de Air France carreteando.

Los vuelos nacionales también han presentado retrocesos para los usuarios venezolanos. Desde Maiquetía se viaja, con diferentes frecuencias que van desde vuelos diarios a semanales, mucho menos que lo acostumbrado hasta hace unos veinte años.
El 15 de mayo de 2019, la FAA de los Estados Unidos prohibió todo tipo de operaciones aéreas entre los Estados Unidos y Venezuela, afectando fuertemente las relaciones comerciales entre las naciones, esto obligó a cerrar las seis frecuencias diarias entre Caracas y Miami y a buscar alternativas para satisfacer mediante conexiones la demanda de pasajeros que se movían entre estas ciudades.
El 8 de febrero de 2020, el Departamento del Tesoro de los Estados Unidos sancionó a Conviasa, haciendo que la situación económica de esta aerolínea se agrave y tenga que cerrar en ciertos mercados y buscar nuevos en los que las sanciones no le afecten, actualmente desde octubre del 2023 fueron liberada las sanciones motivo por el cual la flota esta recibiendo los repuestos necesarios para su operatividad. 
Actualmente a enero de 2024, retornaron empresas como TAP Air Portugal, Turkish Airlines, Satena, Copa Airlines, Plus Ultra, Iberia, DHL, LATAM, Wingo, Air Europa, SkyHigh, BOA,rutas internacionales junto a operadores nacionales reactivando el tráfico aéreo en un 75%.

## Operaciones
El Aeropuerto Internacional Simón Bolívar de Maiquetía cuenta con operaciones a cuatro continentes, catorce países y diecisiete ciudades venezolanas. Durante 2023, se estima que se estarán ampliando las rutas y frecuencias internacionales, inicialmente con España, Portugal, Brasil, Colombia.

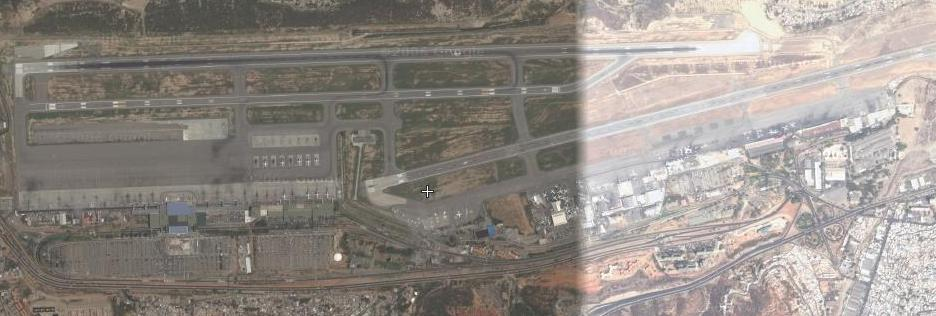
Vista satelital del aeropuerto

El aeropuerto es sede (hub) de operaciones para diversas líneas aéreas venezolanas: Conviasa, LASER Airlines, Avior Airlines, Aeropostal, Estelar Latinoamérica, Rutaca Airlines, Albatros Airlines y Transcarga. Conviasa es la línea aérea que más cubre vuelos nacionales e internacionales desde Maiquetía.

### Instalaciones y aeronaves
El Aeropuerto Internacional de Maiquetía posee tres pistas (una de aterrizaje y dos de despegue)
- 10/28: 3,500m (habilitada para aterrizaje y despegue en ambos sentidos)
- 09/27: 3,000m (considerada auxiliar y habilitada sólo para despegue en sentido 09)

Para la construcción de la pista 10/28 se utilizó el Boeing 747-400 como patrón de diseño.
El aeropuerto está diseñado para recibir aviones de diversos tamaños y categorías: DC-9, Boeing 737, Boeing 757, Boeing 767, Boeing 777, Boeing 787, Boeing 747, Airbus A310, Airbus A320, Airbus A330, Airbus A340, A350 y A380.

## Terminales del aeropuerto

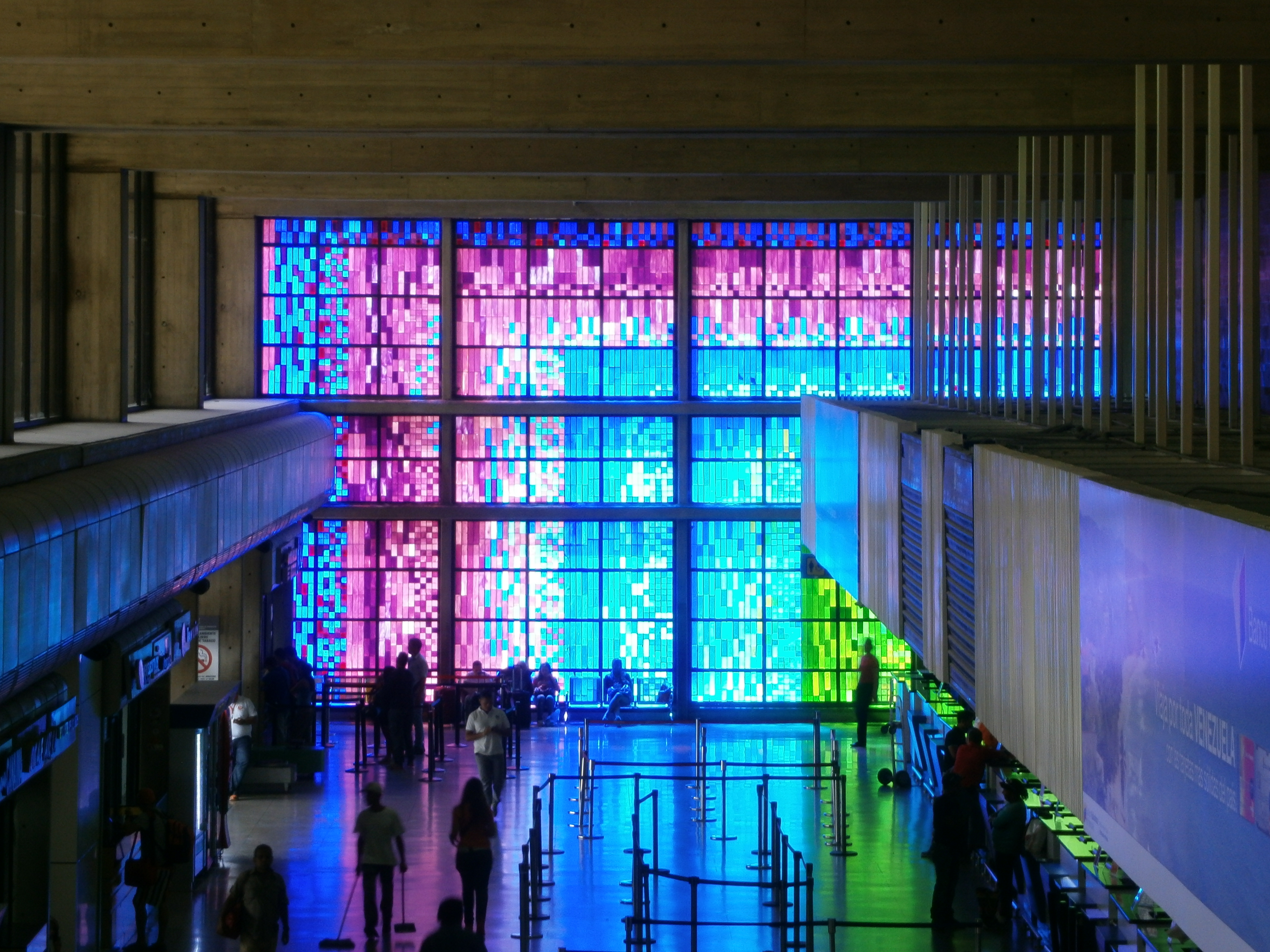
Vitral en el terminal nacional del aeropuerto.

El Aeropuerto Internacional de Maiquetía cuenta con cuatro terminales aéreas: terminal nacional, terminal internacional, terminal auxiliar y terminal de carga. Las terminales nacional, internacional y de carga se encuentran paralelas a la pista 10/28, mientras que el terminal auxiliar se encuentra paralelo a la pista 09/27, donde también se ubica los hangares y servicios mecánicos del aeropuerto.

### Terminal nacional
La terminal nacional sirve para el embarque y desembarque de los destinos nacionales operados por las aerolíneas nacionales. La terminal cuenta con un área de chequeo de equipaje y compra de boletos, un área para la recolección de equipaje con hasta seis correas y doce puertas de embarque y desembarque. Adicionalmente en la zona de embarque, el terminal cuenta con diversos restaurantes, bares y tiendas.
La terminal nacional se comunica a través de un pasillo y áreas de seguridad con el terminal internacional, sirviendo así a vuelos de conexión nacional-internacional en el aeropuerto de una misma aerolínea o de aerolíneas de código compartido.
El terminal nacional cuenta con un salón vip denominado "Salón Maiquetía" ubicado en la zona de embarque entre las puertas siete y ocho. Este salón vip es sólo de uso oficial.

### Terminal internacional

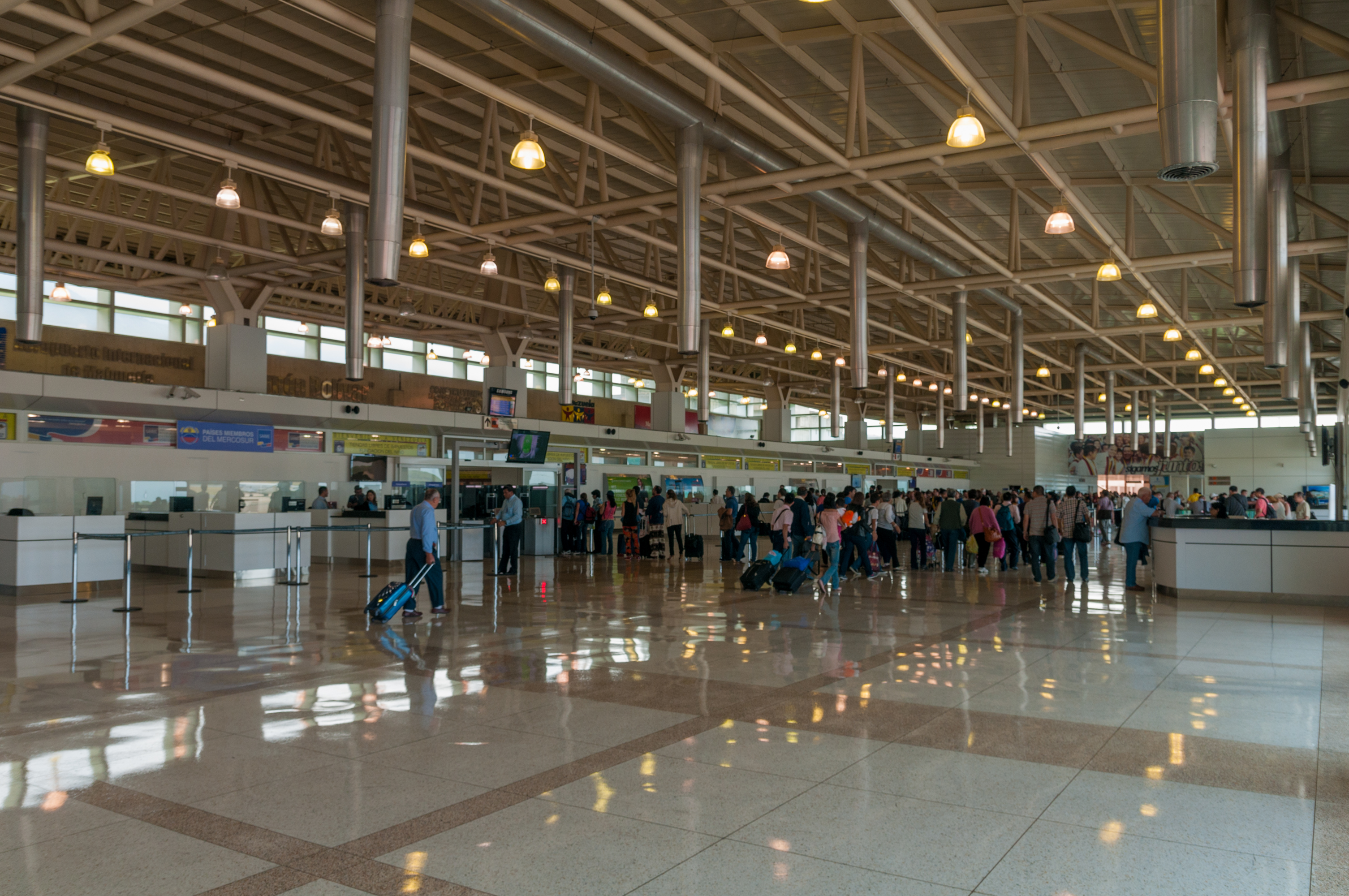
Área de Inmigración.

La terminal internacional atiende el embarque y desembarque de vuelos con rutas internacionales de aerolíneas nacionales e internacionales. La terminal cuenta con un área de chequeo de equipaje y compra de boletos, una capilla religiosa, un área de escaneo y seguridad, un área de emigración, un área de inmigración, un área de recolección de equipaje con cuatro correas, un área de embarque con once puertas y un área de desembarque (separada de la zona de embarque) 

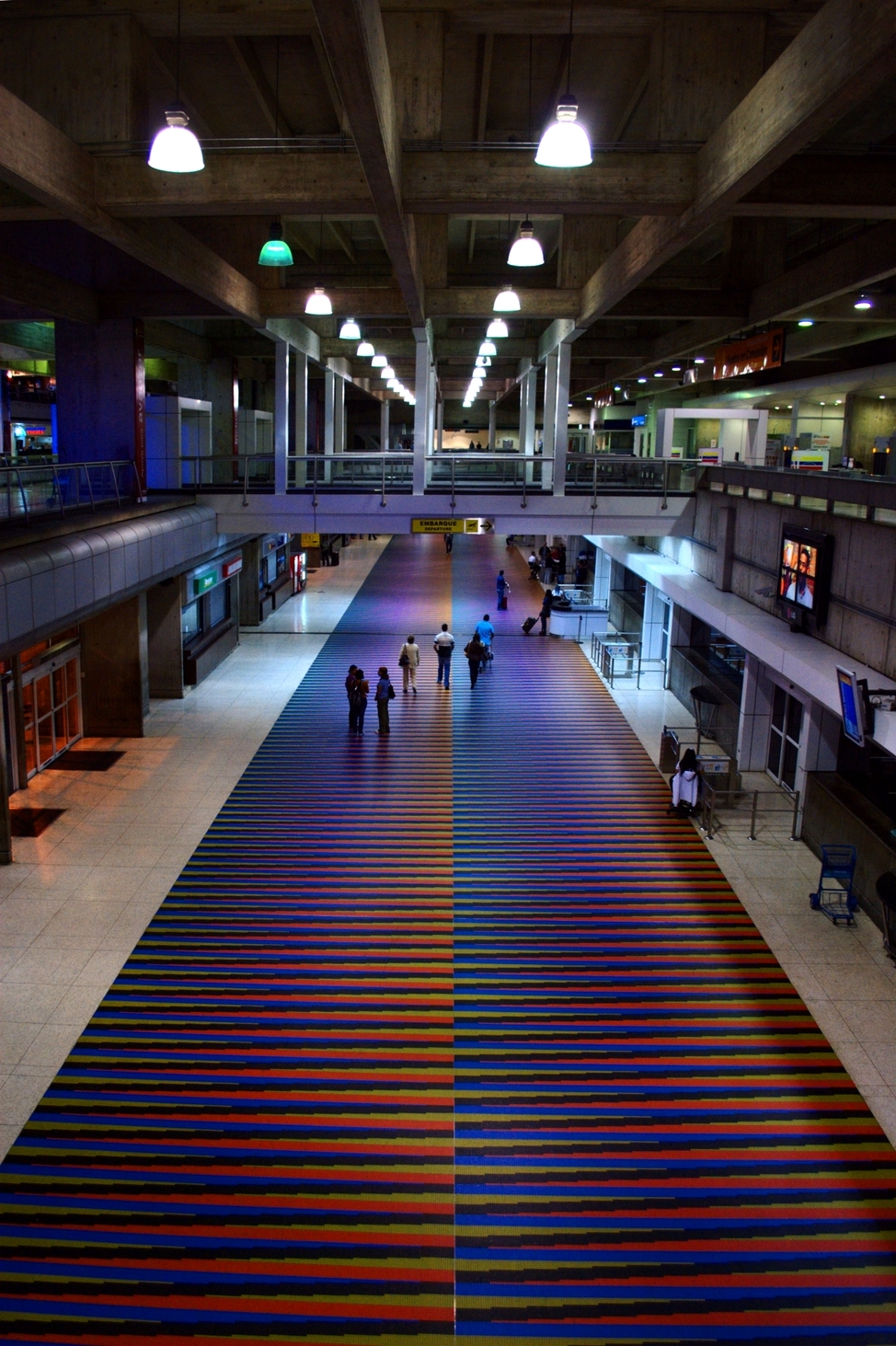
Terminal Internacional del Aeropuerto. Zona de chequeo.

La zona de llegadas (embarque) y salidas (desembarque) se encuentran en niveles diferentes, el primero en la planta baja de la terminal y el segundo en el primer nivel, es por esto que los pasillos de acceso a las aeronaves poseen dos rutas atendiendo a los dos niveles según la necesidad.
En el primer nivel, en la zona pública, el aeropuerto cuenta con restaurantes, casas de cambio, café, agencias de turismo, oficinas de información y bancos.
La zona de embarque del terminal internacional cuenta con restaurantes, cadenas de comida rápida, bares, tiendas de recuerdos, café y tiendas de lujo.
El terminal internacional posee seis salones vip, uno de ellos denominado "Monte Sacro" se encuentra en el tercer nivel del área pública y es exclusivo para uso oficial. Un segundo salón vip para uso de los pasajeros se denomina "VIP lounge Airport" y se encuentra en el área pública, mientras que los otros cuatro se encuentran en la zona de embarque, siendo estos: Executive Lounge (entre puertas 13 y 14), Sabana Lounge (puerta 15), Aerovip (puerta 23) e Italcambio vip (entre puertas 23 y 24)

### Terminal de carga
La terminal de carga se encuentra en el extremo occidental del aeropuerto, justo después del terminal internacional y a la altura de la cabecera 10 de la pista 10/28. Este terminal recibe aeronaves de diversas envergaduras, siendo la mayor la del Boeing 747. Esta terminal es operada por el instituto del aeropuerto y el Servicio Nacional Integrado de Administración Aduanera y Tributaria (SENIAT)

### Terminal auxiliar
El terminal auxiliar, antiguo terminal de pasajeros del aeropuerto, es una terminal que se encuentra paralela a la pista 09/27 en el lado oriental del aeropuerto. En esta terminal se encuentran las zonas de embarque y desembarque de vuelos privados y chárter, así como la denominada "Rampa 4" que es la terminal del Gobierno Nacional en el aeropuerto. De aquí parten pequeñas aeronaves con destino al Archipiélago Los Roques.

## Aerolíneas y destinos
| Destinos por aerolínea                       | Destinos por aerolínea | Destinos por aerolínea |
| Aerolíneas                                   | Ciudades | Alianza                |
| -------------------------------------------- | --- | ---------------------- |
| AeroCaribe Airlines 2 destino                | Nacional (2): Los Roques / Isla de Coche | N/A                    |
| Aeropostal 1 destino                         | Nacionales (1): Porlamar | N/A                    |
| Avior Airlines 9 destinos                    | Nacionales (7): Barcelona / Barquisimeto / Ciudad Guayana / El Vigía / Las Piedras / Maracaibo / Porlamar Internacionales (2): Bogotá / Willemstad | N/A                    |
| Blue Star 1 destino                          | Nacional (1): Los Roques | N/A                    |
| Conviasa 25 destinos                         | Nacionales (17): Barquisimeto / Barinas / Canaima / Ciudad Guayana / Cumaná / El Vigía / La Fría / Las Piedras / Los Roques / Maracaibo / Maturín / Porlamar / Puerto Ayacucho / San Antonio del Táchira / San Fernando de Apure / Santo Domingo del Táchira / Valera Internacionales (6): Bridgetown / Cancún / Ciudad de México / La Habana / Moscú / Santa Cruz de La Sierra | N/A                    |
| Estelar Latinoamérica 9 destinos             | Nacionales (7): Barinas / Ciudad Guayana / El Vigía / Maracaibo / Porlamar / San Antonio del Táchira / Santo Domingo del Táchira Internacionales (2): Ciudad de Panamá / Madrid | N/A                    |
| Laser Airlines 10 destinos                   | Nacionales (7): Barcelona / Ciudad Guayana / El Vigía / La Fría / Maracaibo / Porlamar / Santo Domingo del Táchira Internacionales (3): Bogotá / Madrid / Willemstad | N/A                    |
| Rutaca Airlines 11 destinos                  | Nacionales (11): Barcelona / Barquisimeto / Ciudad Guayana / Coro / Cumaná (Inicia 31 de agosto del 2025) / Las Piedras / Maracaibo / Maturín / Porlamar / San Antonio del Táchira / Santo Domingo del Táchira | N/A                    |
| SASCA 1 destino                              | Nacional (1): Los Roques | N/A                    |
| Venezolana 3 destinos                        | Nacionales (3): Barquisimeto / Maracaibo / Porlamar |                        |
| Air Europa 1 destino                         | Internacional (1): Madrid | SkyTeam                |
| Avianca 1 destino                            | Internacional: (1) Bogotá | Star Alliance          |
| Boliviana de Aviación 1 destino              | Internacional (1): Santa Cruz de La Sierra | N/A                    |
| Caribbean Airlines 1 destino                 | Internacional (1): Puerto España | N/A                    |
| Copa Airlines 1 destino                      | Internacional: (1) Ciudad de Panamá | Star Alliance          |
| Gol Linhas Aéreas 1 destino                  | Internacional (1): São Paulo | N/A                    |
| Iberia 1 destino                             | Internacional (1): Madrid | Oneworld               |
| LATAM Colombia 1 destino                     | Internacional (1): Bogotá | N/A                    |
| Plus Ultra Líneas Aéreas 2 destinos          | Internacionales (2): Madrid / Tenerife | N/A                    |
| TAP Air Portugal 2 destinos                  | Internacional (1): Lisboa Estacional (1): Funchal | Star Alliance          |
| Turkish Airlines 1 destino                   | Internacional (1): Estambul | Star Alliance          |
| Wingo 1 destino                              | Internacional (1): Bogotá | N/A                    |
| Total: 38 destinos, 16 países, 22 aerolíneas | |                        |

## Destinos Nacionales
| Destinos                                      | Nombre del aeropuerto                                    | Aerolíneas |
| --------------------------------------------- | -------------------------------------------------------- | --- |
| Amazonas - Puerto Ayacucho                    | Aeropuerto Cacique Aramare                               | Conviasa |
| Apure - San Fernando de Apure                 | Aeropuerto Las Flecheras                                 | Conviasa |
| Anzoátegui - Barcelona                        | Aeropuerto Internacional General José Antonio Anzoátegui | Avior Airlines / Laser Airlines / Rutaca Airlines                                                              |
| Barinas - Barinas                             | Aeropuerto Luisa Cáceres de Arismendi                    | Conviasa / Estelar Latinoamérica                                                                               |
| Bolívar - Canaima                             | Aeropuerto Parque Nacional Canaima                       | Conviasa |
| Bolívar - Ciudad Guayana                      | Aeropuerto Internacional Manuel Piar                     | Avior Airlines / Conviasa / Estelar Latinoamérica / Laser Airlines / Rutaca Airlines                           |
| Dependencias Federales - Los Roques           | Aeropuerto de Los Roques                                 | AeroCaribe / Blue Star / Conviasa / SASCA                                                                      |
| Falcón - Coro                                 | Aeropuerto José Leonardo Chirinos                        | Rutaca Airlines                                                                                                |
| Falcón - Las Piedras                          | Aeropuerto Internacional Josefa Camejo                   | Avior Airlines / Conviasa / Rutaca Airlines                                                                    |
| Lara - Barquisimeto                           | Aeropuerto Internacional Jacinto Lara                    | Avior Airlines / Conviasa / Rutaca Airlines / Venezolana                                                       |
| Mérida - El Vigía                             | Aeropuerto Juan Pablo Pérez Alfonzo                      | Avior Airlines / Conviasa / Estelar Latinoamérica / Laser Airlines                                             |
| Monagas - Maturín                             | Aeropuerto Internacional José Tadeo Monagas              | Conviasa / Rutaca Airlines                                                                                     |
| Nueva Esparta - Porlamar                      | Aeropuerto Internacional del Caribe Santiago Mariño      | Aeropostal / Avior Airlines / Conviasa / Estelar Latinoamérica / Laser Airlines / Rutaca Airlines / Venezolana |
| Nueva Esparta - Isla de Coche                 | Aeropuerto Andrés Miguel Salazar Marcano                 | AeroCaribe |
| Sucre - Cumaná                                | Aeropuerto Internacional Antonio José de Sucre           | Conviasa / Rutaca Airlines (Inicia 31 de agosto del 2025)                                                      |
| Táchira - La Fría                             | Aeropuerto Francisco García de Hevia                     | Conviasa / Laser Airlines                                                                                      |
| Táchira - San Antonio del Táchira             | Aeropuerto Internacional General Cipriano Castro         | Conviasa / Estelar Latinoamérica / Rutaca Airlines                                                             |
| Táchira - Santo Domingo del Táchira           | Aeropuerto Internacional de Santo Domingo                | Conviasa / Estelar Latinoamérica / Laser Airlines / Rutaca Airlines                                            |
| Trujillo - Valera                             | Aeropuerto Internacional Antonio Nicolás Briceño         | Conviasa |
| Zulia - Maracaibo                             | Aeropuerto Internacional de La Chinita                   | Avior Airlines / Conviasa / Estelar Latinoamérica / Laser Airlines / Rutaca Airlines / Venezolana              |
| Total: 20 destinos, 15 estados, 10 aerolíneas |                                                          | |

## Destinos Internacionales
| Ciudades por países                          | Aeropuerto                                      | Aerolíneas |
| Norteamérica                                 | Norteamérica                                    | Norteamérica                                                                                                   |
| -------------------------------------------- | ----------------------------------------------- | --- |
| México (2 destinos, 1 aerolínea)             |                                                 | |
| Cancún                                       | Aeropuerto Internacional de Cancún              | Conviasa |
| Estado de México                             | Aeropuerto Internacional Felipe Ángeles         | Conviasa |
| Centroamérica y El Caribe                    |                                                 | |
| Barbados (1 destino, 1 aerolínea)            |                                                 | |
| Bridgetown                                   | Aeropuerto Internacional Grantley Adams         | Conviasa |
| Cuba (1 destino, 1 aerolínea)                |                                                 | |
| La Habana                                    | Aeropuerto Internacional José Martí             | Conviasa |
| Curazao (1 destino, 2 aerolíneas)            |                                                 | |
| Willemstad                                   | Aeropuerto Internacional Hato                   | Avior Airlines / Laser Airlines                                                                                |
| Panamá (1 destino, 3 aerolíneas)             |                                                 | |
| Ciudad de Panamá                             | Aeropuerto Internacional de Tocumen             | Copa Airlines / Estelar Latinoamérica                                                                          |
| Trinidad y Tobago (1 destino, 1 aerolínea)   |                                                 | |
| Puerto España                                | Aeropuerto Internacional de Piarco              | Caribbean Airlines                                                                                             |
| Suramérica                                   |                                                 | |
| Brasil (1 destino, 1 aerolínea)              |                                                 | |
| São Paulo                                    | Aeropuerto Internacional de São Paulo-Guarulhos | Gol Linhas Aéreas                                                                                              |
| Bolivia (1 destino, 2 aerolíneas)            |                                                 | |
| Santa Cruz de la Sierra                      | Aeropuerto Internacional Viru Viru              | Boliviana de Aviación / Conviasa                                                                               |
| Colombia (1 destino, 5 aerolíneas)           |                                                 | |
| Bogotá                                       | Aeropuerto Internacional El Dorado              | Avianca / Avior Airlines / LATAM Colombia / Laser Airlines / Wingo                                             |
| Europa                                       |                                                 | |
| España (2 destinos, 5 aerolíneas)            |                                                 | |
| Madrid                                       | Aeropuerto Adolfo Suárez Madrid-Barajas         | Air Europa / Estelar Latinoamérica (Operado por Iberojet) / Iberia / Laser Airlines / Plus Ultra Líneas Aéreas |
| Tenerife                                     | Aeropuerto de Tenerife Norte                    | Plus Ultra Líneas Aéreas                                                                                       |
| Portugal (2 destinos, 1 aerolínea)           |                                                 | |
| Funchal                                      | Aeropuerto de Madeira                           | TAP Air Portugal (Estacional)                                                                                  |
| Lisboa                                       | Aeropuerto de Lisboa                            | TAP Air Portugal                                                                                               |
| Rusia (1 destino, 1 aerolínea)               |                                                 | |
| Moscú                                        | Aeropuerto Internacional de Moscú-Vnúkovo       | Conviasa |
| Turquía (1 destino, 1 aerolínea)             |                                                 | |
| Estambul                                     | Aeropuerto de Estambul                          | Turkish Airlines                                                                                               |
| Total: 16 destinos, 13 países, 17 aerolíneas |                                                 | |

### Vuelos Chárter y Cada 15 días
| Destino   | Aeropuerto                                            | Notación                 |
| --------- | ----------------------------------------------------- | ------------------------ |
| Guangzhou | Aeropuerto Internacional de Cantón-Baiyun (Vía a VKO) | Conviasa Cada 15 días    |
| Kingstown | Aeropuerto Internacional deImán Argyle                | Conviasa Cada 15 días    |
| Teherán   | Aeropuerto Internacional Imán Jomeini                 | Conviasa Cada 15 días    |
| Varadero  | Aeropuerto Internacional de Varadero                  | Turpial Airlines Charter |

### Próximos Destinos
| Posibles destinos                         | Posibles destinos                    | Posibles destinos    | Posibles destinos   |
| Destino                                   | Aeropuerto                           | Aerolíneas           | Fecha de inicio     |
| ----------------------------------------- | ------------------------------------ | -------------------- | ------------------- |
| Doha, Catar                               | Aeropuerto Internacional Hamad       | Qatar Airways        | Planes inicios 2025 |
| Estambul, Turquía                         | Aeropuerto Internacional de Estambul | Conviasa             | Planes inicios 2025 |
| Tulum, México                             | Aeropuerto Internacional de Tulum    | Mexicana de Aviación | Planes inicios 2026 |
| Total: 3 destinos, 3 países, 3 aerolíneas |                                      |                      |                     |

### Terminal de Carga
| Aerolíneas          | Destinos                 |
| ------------------- | ------------------------ |
| AerCaribe           | Bogotá                   |
| Aerosucre           | Bogotá                   |
| Copa Cargo          | Bogotá, Ciudad de Panamá |
| DHL Aero Expreso    | Bogotá, Ciudad de Panamá |
| LATAM Cargo Brasil  | Bogotá, Campinas         |
| Solar Cargo         | Bogotá, Curazao          |
| Uni World Air Cargo | Ciudad de Panamá         |

## Destinos suspendidos

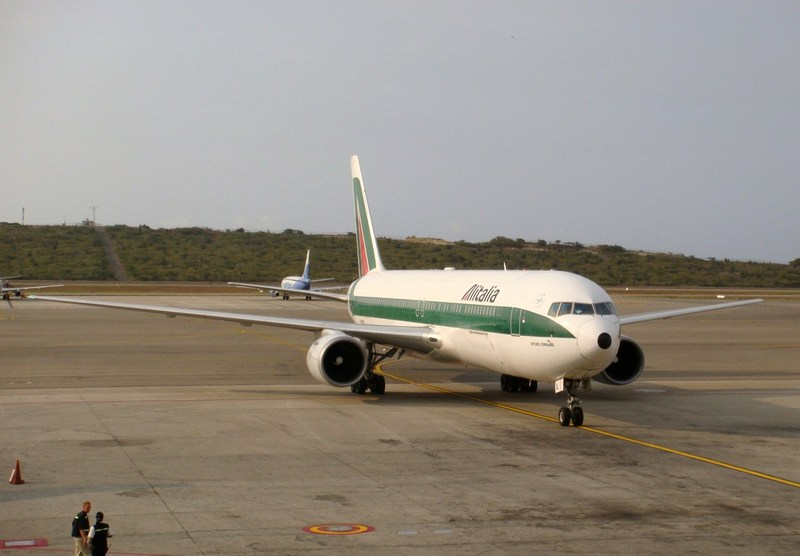
Boeing 767 de Alitalia a su llegada al Aeropuerto Internacional de Maiquetía

### Destinos suspendidos entre 1990 y 2024
Desde la década de los años 90 hasta la actualidad se han suspendido más de 45 destinos a los que se podía viajar directamente desde el Aeropuerto Internacional de Maiquetía, la mayoría de ellos fueron suspendidos ante el cese de las aerolíneas venezolanas Viasa y Avensa, otras rutas han sido suspendidas por baja demanda o decisiones de mercado (como por ejemplo British Airways y KLM) y una cantidad importante como resultado de la crisis económica y cambiaria de Venezuela entre 2010 y 2019 (Air Canada, Air France, ITA Airways, Air Berlin, Aerolíneas Argentinas, LATAM, Virgin Atlantic, TUI Airways, entre otras)
Desde 2019, las aerolíneas estadounidenses United Airlines, American Airlines y Delta Airlines cesaron operaciones en Venezuela por decisión de la autoridad aeronáutica de los Estados Unidos que prohíbe los vuelos comerciales directos con Venezuela, impidiendo igualmente que aerolíneas venezolanas puedan llegar a los Estados Unidos. También motivado a la pandemia de COVID-19, se suspendieron otros destinos por parte de las aerolíneas venezolanas que no se volvieron a retomar además de algunos destinos suspendidos desde 2021 hasta 2024.
| Destinos                                        | Nombre del aeropuerto                                  | Aerolíneas |
| Norteamérica                                    | Norteamérica                                           | Norteamérica |
| ----------------------------------------------- | ------------------------------------------------------ | --- |
| Canadá (7 destinos, 2 aerolíneas)               |                                                        | |
| Edmonton                                        | Aeropuerto Internacional de Edmonton                   | Viasa |
| Isla del Príncipe Eduardo                       | Aeropuerto de Charlottetown                            | Viasa |
| Montreal                                        | Aeropuerto Internacional Pierre Elliott Trudeau        | Air Canada / Viasa |
| Quebec                                          | Aeropuerto Internacional Jean-Lesage de Quebec         | Viasa |
| San Juan de Terranova                           | Aeropuerto Internacional de San Juan de Terranova      | Viasa |
| Toronto                                         | Aeropuerto Internacional Toronto Pearson               | Air Canada / Viasa |
| Vancouver                                       | Aeropuerto Internacional de Vancouver                  | Viasa |
| Estados Unidos (12 destinos, 12 aerolíneas)     |                                                        | |
| Atlanta                                         | Aeropuerto Internacional Hartsfield-Jackson            | Delta Air Lines / Viasa |
| Chicago                                         | Aeropuerto Internacional O'Hare                        | United Airlines / Aeropostal                                                                                                |
| Dallas                                          | Aeropuerto Internacional de Dallas-Fort Worth          | American Airlines |
| Fort Lauderdale                                 | Aeropuerto Internacional de Fort Lauderdale-Hollywood  | Eastern Airlines / Spirit Airlines                                                                                          |
| Houston                                         | Aeropuerto Intercontinental George Bush                | United Airlines / Viasa / Pan Am                                                                                            |
| Los Ángeles                                     | Aeropuerto Internacional de Los Ángeles                | American Airlines / Viasa                                                                                                   |
| Miami                                           | Aeropuerto Internacional de Miami                      | American Airlines / Laser Airlines / Viasa / Avensa / Aeropostal / SBA Airlines / Pan Am / LATAM Airlines / Spirit Airlines |
| Newark                                          | Aeropuerto Internacional Libertad de Newark            | Continental Airlines |
| Nueva Orleans                                   | Aeropuerto Internacional Louis Armstrong               | Viasa / Avensa |
| Nueva York                                      | Aeropuerto Internacional John F. Kennedy               | American Airlines / Eastern Airlines / Aeropostal / Viasa / Avensa / Pan Am / SBA Airlines                                  |
| Orlando                                         | Aeropuerto Internacional de Orlando                    | Viasa |
| Washington D. C.                                | Aeropuerto Internacional de Washington-Dulles          | Viasa / Continental Airlines / Pan Am                                                                                       |
| México (3 destinos, 8 aerolíneas)               |                                                        | |
| Cancún                                          | Aeropuerto Internacional de Cancún                     | Avior Airlines / Estelar Latinoamérica / Laser Airlines / Rutaca Airlines / Venezolana / Viasa                              |
| Ciudad de México                                | Aeropuerto Internacional de la Ciudad de México        | Aeroméxico / Viasa / Avensa                                                                                                 |
| San José del Cabo                               | Aeropuerto Internacional de Los Cabos                  | Viasa |
| Centroamérica y El Caribe                       |                                                        | |
| Aruba (1 destino, 5 aerolíneas)                 |                                                        | |
| Oranjestad                                      | Aeropuerto Internacional Reina Beatrix                 | Laser Airlines / Viasa / Avensa / Aeropostal                                                                                |
| Barbados (1 destino, 1 aerolínea)               |                                                        | |
| Bridgetown                                      | Aeropuerto Internacional Grantley Adam                 | Viasa |
| Bonaire (1 destino, 1 aerolínea)                |                                                        | |
| Kralendijk                                      | Aeropuerto Internacional Flamingo                      | Avensa |
| Costa Rica (1 destino, 1 aerolínea)             |                                                        | |
| San José                                        | Aeropuerto Internacional Juan Santamaría               | Albatros Airlines / Avianca Costa Rica                                                                                      |
| Cuba (1 destino, 1 aerolínea)                   |                                                        | |
| Varadero                                        | Aeropuerto Juan Gualberto Gómez                        | Viasa |
| Curazao (1 destino, 5 aerolíneas)               |                                                        | |
| Willemstad                                      | Aeropuerto Internacional Hato                          | Insel Air / Aeropostal / Conviasa / Rutaca Airlines / Viasa / Avensa                                                        |
| Jamaica (2 destinos, 2 aerolíneas)              |                                                        | |
| Kingston                                        | Aeropuerto Internacional Norman Manley                 | Viasa |
| Montego Bay                                     | Aeropuerto Internacional Sir Donald Sangster           | Avensa |
| Sint Maarten (1 destino, 1 aerolínea)           |                                                        | |
| Philipsburg                                     | Aeropuerto Internacional Princesa Juliana              | Viasa |
| Panamá (1 destino, 3 aerolíneas)                |                                                        | |
| Ciudad de Panamá                                | Aeropuerto Internacional de Tocumen                    | Aeropostal / Conviasa / Estelar Latinoamérica / Laser Airlines                                                              |
| República Dominicana (2 destinos, 3 aerolíneas) |                                                        | |
| Punta Cana                                      | Aeropuerto Internacional de Punta Cana                 | Avior Airlines |
| Santo Domingo                                   | Aeropuerto Internacional de Las Américas               | Aeropostal / Conviasa |
| Puerto Rico (1 destino, 2 aerolíneas)           |                                                        | |
| San Juan                                        | Aeropuerto Internacional Luis Muñoz Marín              | American Airlines / Viasa                                                                                                   |
| Trinidad & Tobago (1 destino, 2 aerolíneas)     |                                                        | |
| Puerto España                                   | Aeropuerto Internacional de Piarco                     | Aeropostal / Rutaca Airlines / Viasa                                                                                        |
| Suramérica                                      |                                                        | |
| Argentina (1 destino, 5 aerolíneas)             |                                                        | |
| Buenos Aires                                    | Aeropuerto Internacional Ministro Pistarini            | Aerolíneas Argentinas / Conviasa / Estelar Latinoamérica / Avensa / Viasa                                                   |
| Bolivia (1 destino, 1 aerolínea)                |                                                        | |
| La Paz                                          | Aeropuerto Internacional El Alto                       | Viasa / Lloyd Aéreo Boliviano                                                                                               |
| Brasil (3 destinos, 6 aerolíneas)               |                                                        | |
| Manaos                                          | Aeropuerto Internacional Eduardo Gomes                 | Avior Airlines / Viasa |
| Río de Janeiro                                  | Aeropuerto Internacional de Galeão                     | Viasa / Varig / GOL / Avensa                                                                                                |
| São Paulo                                       | Aeropuerto Internacional Guarulhos                     | LATAM Brasil / Viasa / Varig / Avensa                                                                                       |
| Chile (1 destino, 2 aerolíneas)                 |                                                        | |
| Santiago de Chile                               | Aeropuerto Internacional Arturo Merino Benítez         | Viasa / LATAM Airlines |
| Colombia (6 destinos, 5 aerolíneas)             |                                                        | |
| Barranquilla                                    | Aeropuerto Internacional Ernesto Cortissoz             | Albatros Airlines / LATAM Colombia                                                                                          |
| Bogotá                                          | Aeropuerto Internacional El Dorado                     | SATENA / Turpial Airlines / Avensa / Aeropostal / Viasa                                                                     |
| Cali                                            | Aeropuerto Internacional Alfonso Bonilla Aragón        | Avior Airlines / Viasa |
| Cartagena de Indias                             | Aeropuerto Internacional Rafael Núñez                  | LATAM Colombia / Viasa |
| Cúcuta                                          | Aeropuerto Internacional Camilo Daza                   | Aeropostal |
| Medellín                                        | Aeropuerto Internacional José María Córdova            | Avensa / Viasa |
| Ecuador (2 destinos, 8 aerolíneas)              |                                                        | |
| Guayaquil                                       | Aeropuerto Internacional José Joaquín de Olmedo        | Aeropostal / Avior Airlines / Laser Airlines / Viasa / SBA Airlines                                                         |
| Quito                                           | Aeropuerto Internacional Mariscal Sucre                | Viasa / Avensa / TAME |
| Perú (1 destino, 6 aerolíneas)                  |                                                        | |
| Lima                                            | Aeropuerto Internacional Jorge Chávez                  | Aeropostal / Avior Airlines / Conviasa / Estelar Latinoamérica / TACA Perú / Viasa                                          |
| Surinam (1 destino, 1 aerolínea)                |                                                        | |
| Paramaribo                                      | Aeropuerto Internacional Johan Adolf Pengel            | Viasa |
| Europa                                          |                                                        | |
| Alemania (2 destinos, 2 aerolíneas)             |                                                        | |
| Fráncfort del Meno                              | Aeropuerto Internacional de Fráncfort del Meno         | Lufthansa / Viasa |
| Múnich                                          | Aeropuerto Internacional de Múnich-Franz Josef Strauss | Lufthansa / Viasa |
| Bélgica (1 destino, 2 aerolíneas)               |                                                        | |
| Bruselas                                        | Aeropuerto de Bruselas                                 | TUI Airways / Viasa |
| Dinamarca (1 destino, 1 aerolínea)              |                                                        | |
| Copenhague                                      | Aeropuerto de Copenhague-Kastrup                       | Viasa |
| Finlandia (1 destino, 2 aerolíneas)             |                                                        | |
| Helsinki                                        | Aeropuerto de Helsinki-Vantaa                          | Finnair / Viasa |
| Ireland (1 destino, 1 aerolínea)                |                                                        | |
| Dublín                                          | Aeropuerto de Dublín                                   | Viasa |
| Francia (1 destino, 2 aerolíneas)               |                                                        | |
| París                                           | Aeropuerto de París-Charles de Gaulle                  | Viasa / Avensa |
| España (4 destinos, 4 aerolíneas)               |                                                        | |
| Madrid                                          | Aeropuerto Adolfo Suárez Madrid-Barajas                | Aeropostal / Viasa / Avensa                                                                                                 |
| Santiago de Compostela                          | Aeropuerto de Santiago-Rosalía de Castro               | Viasa / Avensa |
| Tenerife Norte                                  | Aeropuerto de Tenerife Norte                           | Viasa |
| Tenerife Sur                                    | Aeropuerto de Tenerife Sur                             | Viasa / Avensa |
| Italia (2 destinos, 4 aerolíneas)               |                                                        | |
| Milán                                           | Aeropuerto de Milán-Malpensa                           | Viasa / Avensa |
| Roma                                            | Aeropuerto de Roma-Fiumicino                           | Estelar Latinoamérica / Conviasa / Alitalia / Viasa / Avensa                                                                |
| Grecia (1 destino, 2 aerolíneas)                |                                                        | |
| Atenas                                          | Aeropuerto Internacional Eleftherios Venizelos         | Viasa |
| Noruega (1 destino, 2 aerolíneas)               |                                                        | |
| Oslo                                            | Aeropuerto de Oslo-Gardermoen                          | SAS / Viasa |
| Países Bajos (1 destino, 2 aerolíneas)          |                                                        | |
| Ámsterdam                                       | Aeropuerto de Ámsterdam-Schiphol                       | Viasa / KLM |
| Portugal (3 destinos, 5 aerolíneas)             |                                                        | |
| Faro                                            | Aeropuerto de Faro                                     | Viasa / Avensa |
| Lisboa                                          | Aeropuerto de Lisboa                                   | Aeropostal / Estelar Latinoamérica / Viasa / Avensa                                                                         |
| Oporto                                          | Aeropuerto de Oporto-Francisco Sá Carneiro             | TAP Air Portugal / Viasa / Avensa                                                                                           |
| Reino Unido (2 destinos, 3 aerolíneas)          |                                                        | |
| Londres                                         | Aeropuerto de Londres-Heathrow                         | Viasa / Avensa / British Airways                                                                                            |
| Londres                                         | Aeropuerto de Londres-Gatwick                          | BOAC / British Caledonian                                                                                                   |
| Mánchester                                      | Aeropuerto de Mánchester                               | Viasa |
| Suiza (1 destino, 2 aerolíneas)                 |                                                        | |
| Zúrich                                          | Aeropuerto Internacional de Zúrich                     | Viasa |
| Asia y Medio Oriente                            |                                                        | |
| Líbano (1 destino, 1 aerolínea)                 |                                                        | |
| Beirut                                          | Aeropuerto Internacional Rafic Hariri de Beirut        | Viasa |
| África                                          |                                                        | |
| Angola (1 destino, 1 aerolínea)                 |                                                        | |
| Luanda                                          | Aeropuerto Quatro de Fevereiro                         | Viasa |
| Egipto (1 destino, 1 aerolínea)                 |                                                        | |
| El Cairo                                        | Aeropuerto Internacional de El Cairo                   | Viasa |
| Marruecos (1 destino, 1 aerolínea)              |                                                        | |
| Casablanca                                      | Aeropuerto Internacional Mohammed V                    | Viasa |

## Accidentes e incidentes
- El 27 de noviembre de 1956, un Lockheed Constellation con matrícula YV-C-AMA de Aeropostal, que cubría el vuelo 253 proveniente de Nueva York, estaba aterrizando en medio de una tormenta y terminó chocando contra la propia serranía del Ávila, a un km de la estación del Ávila del Teleférico de la línea Caracas El Litoral, y a unos 20 m de la carretera de tierra construida para el acceso al Hotel Humboldt durante su construcción, a 2040 metros de altitud. Sus 25 ocupantes mueren. Una de las víctimas fue el beisbolista Charlie Peete, quien viajaba en la aeronave junto con su esposa e hijos, para jugar con los Industriales de Valencia en la temporada de la Liga Venezolana de Béisbol Profesional.[22]
- El 12 de diciembre de 1968, un Boeing 707 con matrícula N494PA de Pan Am que cubría el vuelo 217, despegó de Nueva York con destino a Caracas. A las tres horas del despegue su señal desapareció del radar del control de tráfico aéreo e inmediatamente la Armada de Venezuela inició la misión de búsqueda y rescate. Los restos fueron localizados a 18,4 kilómetros de la costa venezolana y no hubo supervivientes entre sus 51 ocupantes (42 pasajeros y 9 tripulantes). Se cree que la causa del accidente fue por un error del piloto debido a una ilusión óptica creada por las luces de la ciudad ubicadas en una ladera cercana el cual hizo que la aeronave, al intentar aterrizar, se estrellara contra el mar explotando allí mismo. Una de las víctimas fue Olga Antonetti (Miss Venezuela 1962), quien embarazada también viajaba con su hija de 4 años.[23][cita requerida]
- El 3 de diciembre de 1969, un Boeing 707 con matrícula F-BHSZ de Air France que cubría el vuelo 212 proveniente de Bogotá, para continuar su ruta hacia Pointe-à-Pitre, perdió el control poco después de despegar tras reportarse una explosión en el fuselaje del avión, para terminar cayendo al mar. Ninguna de las 62 personas a bordo logró sobrevivir el accidente.
- El 3 de marzo de 1978, un Avro 748 con matrícula YV-45C de Aeropostal que partió con destino a Cumaná, cayó a 5 km de la costa en el sector de Punta de Mulatos, pereciendo sus 47 ocupantes (43 pasajeros y 4 tripulantes). Las investigaciones concluyeron que la aeronave despegó con exceso de carga proveniente de otro avión, por lo que, un minuto después del despegue, el capitán observó fallos en ese sector y comunicó a la torre de control que emprendía el regreso al aeropuerto para solventar ese problema pero, antes de conseguir su propósito, el aparato terminó cayendo al mar. Trece días más tarde, una avioneta Cessna que despegó con destino a la isla de Margarita se estrelló a los pocos minutos en el Parque Nacional El Ávila al sur de Tanaguarena. Este accidente fue noticia ya que en el mismo pereció el famoso presentador de televisión y dirigente político Renny Ottolina. Las causas de este accidente no están muy claras y se prestan a confusión, por lo cual aún siguen siendo un misterio. LLa hipótesis que cobra mayor fuerza habla de presunto sabotaje.
- El 3 de noviembre de 1980, un Convair 880 con matrícula YV-145-C de la empresa venezolana Latincarga que transportaba los equipos musicales y de sonido del músico británico Peter Frampton en su gira "Frampton Comes Alive Tour" con destino a Panamá, se estrelló poco después de despegar del aeropuerto falleciendo los cuatro tripulantes de la aeronave. Según las investigaciones, el hecho de que parte del equipaje había sido depositado en baúles con ruedas y el desplazamiento del mismo durante el despegue, provocó una desestabilización de la aeronave. Debido a este accidente Latincarga terminó declarándose en quiebra tras 17 años de operaciones. Por otra parte, se dijo que uno de los instrumentos dados por perdidos en este accidente fue la mítica guitarra Gibson Les Paul de Frampton; sin embargo, la misma terminó siendo encontrada accidentalmente en Curaçao casi tres décadas más tarde y devuelta al artista el 12 de diciembre de 2011 en Nashville.
- El 4 de noviembre de 1980 un Hércules C-130 con matrícula FAV-3556 de la Fuerza Aérea Venezolana que partió con destino a Maracay, cayó poco después de despegar sobre un grupo de casas ubicadas en el sector de Mare Abajo, cercano a la terminal aérea. En este accidente fallecieron un total de 11 personas (los 6 militares ocupantes de a bordo y 5 personas en tierra). Se cree que el accidente ocurrió por un fallo del motor en pleno vuelo.
- El 14 de octubre de 1998 un Boeing 727 con matrícula N-280US de Aeropostal (que había sido alquilado a Estados Unidos y estaba en un hangar del aeropuerto para su revisión) se desplazó por inercia por la suave pendiente que separa dicho hangar de la rampa del Servicio Autónomo de Búsqueda y Salvamento del Ministerio de Transporte y Comunicaciones, chocando contra dos avionetas de dicho cuerpo de rescate (con matrículas YV-O-MTC-3 y YV-O-MTC-8 respectivamente) y una avioneta Cessna C-310 particular (con matrícula YV-1249-P) allí apostadas. Como resultado de dicha colisión una de las aeronaves quedó completamente destruida y las otras dos sólo presentaron daños estructurales dejando un saldo de 15 millones de dólares en pérdidas materiales. No se registraron víctimas.
- El 18 de noviembre de 2004, una avioneta Jetstream 31 con matrícula YV-1083C de la aerolínea Venezolana que cubría el vuelo 213 proveniente de El Vigía y con 21 personas a bordo, aterrizó en la pista 9 del aeropuerto. La pista se encontraba mojada por una lluvia torrencial que cayó desde tempranas horas de la mañana cuando, por causas desconocidas, el avión se salió de la misma para terminar estrellándose contra los vehículos de bomberos que se encontraban aparcados en la sede de dicho cuartel. En este accidente fallecieron dos de los pasajeros y las restantes 19 personas (17 pasajeros y 2 tripulantes) quedaron heridas. La aeronave quedó completamente destruida.
- El 28 de marzo de 2005 un Ilyushin 18D-40 con matrícula CU-T1539 de Aero Caribbean que partía con destino a La Habana no logró ascender al intentar despegar de la pista. Al tratar de abortar el despegue la aeronave se desvió por un lateral próximo al final de la pista, sufriendo serios daños en su estructura. De los 97 ocupantes de la aeronave (87 pasajeros y 10 tripulantes), únicamente 16 sufrieron lesiones leves y uno sufrió fractura en una pierna. Todos los demás resultaron ilesos.
- El 16 de octubre de 2008, aproximadamente a las 15:30, un Boeing 737-200 con matrícula YV162T de Rutaca Airlines proveniente de San Antonio del Táchira y con 44 personas a bordo, se salió de la pista 28 del aeropuerto. El incidente ocurrió cuando la aeronave realizaba el frenado luego de su aterrizaje y, afortunadamente, no se reportaron muertos ni heridos.
- El 6 de abril de 2015 un Airbus A340 de Conviasa que estaba siendo remolcado dentro del hangar de esa compañía, chocó contra un Bombardier CRJ700 y este, a su vez, chocó contra un ATR 72 pertenecientes a la misma empresa. No se registraron víctimas.
- El 19 de agosto de 2017 un Learjet 25 perteneciente al gobierno de Venezuela con matrícula YV3191 que despegó del Aeropuerto Internacional Simón Bolívar de Maiquetia con destino al aeropuerto Internacional General José Antonio Anzoategui de Barcelona desapareció de los radares a pocos minutos de despegar, llevaba 5 tripulantes a bordo sin sobrevivientes.[23][24]
- El 16 de mayo de 2021, se impidió la salida de un vuelo de carga de TAP a Lisboa, Portugal, después de que la Guardia Nacional Bolivariana (GNB) identificara 124 barras de cocaína en el fuselaje. Un sargento de la GNB huyó del lugar cuando se descubrió la droga.[25]